# 褐紋蛺蝶
褐紋蛺蝶（学名：Anartia jatrophae）为蛺蝶科紋蛺蝶屬下的一个种。

## 分布
本种分布于新大陸，包括美国南部、墨西哥、玻利維亞、阿根廷和西印度群岛。